# Idrocefalo idiopatico
Per idrocefalo idiopatico si intende un tipo di idrocefalo normoteso, tipico dell'età avanzata, in cui non si osserva un aumento della pressione intracranica, ma una riduzione della compliance cerebrale.

## Sintomi
Il paziente presenta inizialmente disturbi della marcia progressivamente ingravescenti. Durante il decorso della malattia possono insorgere disturbi cognitivi (deficit della memoria a breve termine, dell'attenzione e della programmazione) e sfinterici (urgenza minzionale). Nelle fasi terminali si possono osservare quadri di demenza, analoghi a quelli di altre patologie neurodegenerative (come ad esempio la Malattia di Alzheimer, il Morbo di Parkinson e la Demenza vascolare).